# Julian Winston Sebastian Fernando
Julian Winston Sebastian Fernando SSS (* 16. Januar 1945 in Moratuwa) ist ein sri-lankischer Ordensgeistlicher und emeritierter römisch-katholischer Bischof von Badulla.

## Leben
Julian Winston Sebastian Fernando trat der Ordensgemeinschaft der Eucharistiner bei und empfing am 6. September 1975 die Priesterweihe.
Papst Benedikt XVI. ernannte ihn am 3. März 1997 zum Bischof von Badulla. Die Bischofsweihe spendete ihm der Apostolische Nuntius in Sri Lanka, Osvaldo Padilla, am 14. Juni desselben Jahres; Mitkonsekratoren waren Nicholas Marcus Fernando, Erzbischof von Colombo, und Edmund Joseph Fernando OMI, Altbischof von Badulla.
Am 23. Januar 2023 nahm Papst Franziskus das von Julian Winston Sebastian Fernando aus Altersgründen vorgebrachte Rücktrittsgesuch an.